# Húzly Károly
Húzly Károly (Nagyvárad, 1801. október 8. – Debrecen, 1886. március 21.) nagyváradi prépost-kanonok.

## Élete
A filozófiát Váradon tanulta, a teológiát pedig Pesten, a Központi Papnevelő Intézetben. Miséspappá szenteltetett 1824. október 15-én. 1825-től egyházi jegyző, 1826-ban titkár, 1829-ben plébános Szarvason, 1840-ben Endrődön, 1841-ben tiszteletbeli kanonok, 1852-ben Szent Lászlóról nevezett javadalmas kiprépost, május 23-án kanonok, majd ugyanebben az évben debreceni plébános, 1865-ben Közép-Szolnok vármegyei fődiakónus, 1867-ben Békés vármegyei fődiakónus, 1868. március 19-én a jeruzsálemi Szent Sír Lovagrend lovagja, 1874-ben a Lipót-rend lovagja lett.
Nevét Húzlinak is írta.
Költeményei a Szépliteratúrai Ajándékban (1821-22.), a Koszorúban (1831.)

## Munkái
- Mélt. és főt. Vurum József urnak, nagyváradi megyés püspöknek tiszteletére a nagyváradi főpásztori székébe lett által kelésekor. Pest; 1822. (Húzl Károly névvel.)
- Mélt., főtiszt. Laicsák Ferencz urnak, nagyváradi püspöknek, a nagyváradi püspöki székébe fényes beiktatása alkalmára dallotta... Szt. András havának 18. 1827. Nagyvárad.

Levele Horvát Istvánhoz, Nagyvárad 1828. okt. 10 (a Magyar Nemzeti Múzeum kézirattárában.)